# Caralinda beatrix
Caralinda beatrix är en mångfotingart som beskrevs av Hoffman 1978. Caralinda beatrix ingår i släktet Caralinda och familjen Xystodesmidae. Inga underarter finns listade i Catalogue of Life.